# Frederik 1. af Württemberg (hertug)
 Ikke at forveksle med Frederik 1. af Württemberg.
Friedrich 1. af Württemberg (hertug), hertug af Württemberg (tysk: Friedrich I, Herzog von Württemberg; født 19. august 1557 i Montbéliard, Frankrig – død 29. januar 1608 i Stuttgart, Tyskland). Han regerede som hertug fra 1593 til sin død i 1608.